# Auchy-les-Mines
Auchy-les-Mines é uma comuna francesa na região administrativa de Altos da França, no departamento de Pas-de-Calais. Estende-se por uma área de 5,1 km². Em 2010 a comuna tinha 4 732 habitantes (densidade: 927,8 hab./km²).